# Komenda Obrońców Polski
Komenda Obrońców Polski (KOP) inaczej „Korpus Obrońców Polski”, „Obrońcy Polski”, „Organizacja Obrońców Polski”, „Komitet Obywatelsko-Patriotyczny” – polska organizacja konspiracyjna działająca w latach 1939–1943.

## Organizacja
1 października 1939 roku gen. bryg. Wilhelm Orlik-Rückemann, ostatni dowódca Korpusu Ochrony Pogranicza, rozwiązując podległe sobie oddziały, wydał rozkaz przejścia do konspiracji i utworzenia organizacji „Komenda Obrońców Polski”. Organizacja została utworzona w Lublinie z inicjatywy oficera KOP majora Bolesława Studzińskiego, który został jej pierwszym komendantem.
Jesienią 1939 roku dołączyła do Komendy Obrońców Polski organizacja „Gwardia Ludowa” założona i kierowana przez Henryka Boruckiego, który w 1940 r. sformułował następujące zalecenia: 
„nakazujemy wszystkim członkom KOP sabotowanie w miarę możliwości zarządzeń władz hitlerowskich, a komórkom terenowym KOP udzielanie pomocy wszystkim, którzy sabotują i omijają okupanckie zarządzenia. Żądamy od wszystkich, którzy muszą pracować w zakładach i instytucjach pracujących na rzecz okupanta, by nie tylko nie pracowali gorliwie, ale przeciwnie - rzucamy hasło »Pracuj powoli i staraj się psuć wszystko, co służy okupantowi«.
KOP podzielona była na cztery inspektoraty (w tym jeden z ziem wcielonych do Rzeszy), które z kolei dzieliły się na okręgi (województwa) i obwody (powiaty), te na rejony (jedna lub kilka gmin) i placówki (miejscowości lub dzielnice miast). Posiadała pion wojskowy, w skład którego wchodziły terenowe oddziały bojowe, prowadziła działalność sabotażową i dywersyjną oraz wywiadowczą. Wydawała kilka pism, między innymi „Polska Żyje”, jedno z pierwszych konspiracyjnych pism w Polsce, „Bojowiec" - pismo o charakterze instruktażowo-wojskowym.
KOP uznawała zwierzchność rządu polskiego na emigracji i Naczelnego Wodza Polskich Sił Zbrojnych na Zachodzie. Zadaniem organizacji było przygotowywanie społeczeństwa do wystąpienia zbrojnego przeciwko okupantowi, działania wywiadowcze i propagandowe, zbieranie środków materialnych, broni i amunicji, tworzenie oddziałów dywersyjnych. 
W 1940 Gestapo przeprowadziło liczne aresztowania w gronie kierownictwa, które rozbiły organizację. Poszczególne grupy pretendowały do reprezentowania całości i poszukiwały sposobu nawiązania współpracy z różnymi środowiskami konspiracyjnymi. 21 kwietnia 1940 r. cztery grupy konspiracyjne wywodzące się z KOP sygnowały przystąpienie do Komitetu Porozumiewawczego Organizacji Niepodległościowych – będącego próbą stworzenia wspólnej platformy działania organizacji niezależnych od ZWZ.
Po aresztowaniu Henryka Boruckiego, dowództwo nad KOP objął pełnomocnik KG ZWZ ds. scalenia KOP z ZWZ major Andrzej Rzewuski ps. „Abrek”, który dnia 15 lub 16 lutego wydał rozkaz 4/42 o wcieleniu Komendy Obrońców Polski do Armii Krajowej. Rada Główna KOP wydała decyzję o połączeniu z dniem 26 lutego 1942 KOP z ZWZ-AK oraz określiła warunki przekazania jednostek.
27 września 1942 roku grupa, która pozostała od AK niezależna, podpisała akt konsolidacyjny z organizacją Miecz i Pług i Organizacją Wojskową. Na czele Komendy Głównej nowo powstałych Zjednoczonych Organizacji Komendy Obrońców Polski, Organizacji Wojskowej i Miecza i Pługa stanął dotychczasowy komendant tego ostatniego – Anatol Słowikowski ps. „Andrzej Nieznany”. Dla aresztowanego w tym czasie Henryka Boruckiego zarezerwowano stanowisko w Komendzie Głównej. Do czasu jego objęcia uznany został za honorowego członka Komendy Zjednoczonych Organizacji. Konsolidacja z Mieczem i Pługiem okazała się nietrwała, a sam Borucki wszedł wkrótce w konflikt z jego kierownictwem. W tym czasie pojedyncze plutony KOP zasiliły nowo powstałą organizację Narodowych Sił Zbrojnych (NSZ).

Ostatecznie kres samodzielnej działalności KOP nastąpił w kwietniu 1943 r., kiedy utworzyła ona, wspólnie z pionem wojskowym Robotniczej Partii Polskich Socjalistów, Gwardią Obrony Narodowej i Polską Ludową Akcją Niepodległościową, Polską Armię Ludową, której komendantem głównym został Henryk Borucki.

## Komendanci KOP
- Sergiusz Kostecki, ps. „Czarny”, od jesieni 1939, zaangażowany w działalność „Grunwaldu”, na przełomie 1939/1940, objął funkcję komendanta okręgu pomorskiego KOP, którą przekazał Pawłowi Piątkowskiemu po swoim przejściu do Polskiej Armii Powstania. W styczniu 1945, przejął obowiązki komendanta PAP,
- Wincenty Staniszewski - ps. „Polikowski”, komendant okręgu lubelskiego, aresztowany w styczniu 1941
- Piotr Jerzy Bytys - podoficer WP. komendant m. Lublin, aresztowany 14 stycznia 1941
- Michał Dowgird – komendant rejonu w obwodzie Lublin, aresztowany 14 stycznia 1941
- Stefan Różnański ps. "Adam" - komendant obwodu Chełm.
- Jan Czyż ps. "Czyn" - komendant obwodu Krasnystaw.
- Bolesław Studziński ps. „Marcin Zosik Danecki” lub „Marian Zosik-Danecki”, „Bogdan Nitecki”, „Marian”,
- Henryk Borucki ps. „Czarny”, aresztowany 16 stycznia 1941,
- Julian Krzyżanowski ps. „Toruń”, aresztowany 30 stycznia 1942,
- inż. Kazimierz Drozd ps. „Tur”,
- Andrzej Rzewuski ps. „Abrek”, „Hańcza”, w lutym 1942 przeprowadził scalenie KOP z ZWZ-AK.
- Henryk Borucki ps. „Czarny”, po ucieczce z Pawiaka 3 marca 1942, ponownie aresztowany 9 czerwca, uciekł z transportu w styczniu 1943.